# Ржана
Ржана (алб. Rzhanë) је насеље у општини Косовска Митровица, Косово и Метохија, Република Србија.

## Положај села
Источно од Брзанца, у изворишту Ржанске реке и на странама брда Крша и Шеденице. У међама села су брда: „Кочица“ – (Кошчица, 1364м), Боровик (1618м), Остро копље, Лисац (1453м), Осоје, Греда – Велика греда (1354м).

## Историјат
У селу се виде многи трагови остатака старих рударских радова. По предању, Богородичина црква, од које нема трага, „прелетела“ је cа Јавора у Борчане, и зауставила се на месту обновљене цркве, посвећене Покрову Св. Богородице. Ту је било „српско“ гробље. У гробљу се сахрањивало до рата 1877/78. Данас је скоро сасвим растурено. До рата 1876. у селу су становници Срби и Албанци, седам српских кућа у Селишту и једна албанска кућа у Реци. После рата 1877/78. Срби су се иселили сасвим, у Црвену Воду, село у околини Скопља.

## Становништво
| Демографија | Демографија | Демографија |
| Година      | Становника  | Становника  |
| ----------- | ----------- | ----------- |
| 1948.       | 206         |             |
| 1953.       | 243         |             |
| 1961.       | 287         |             |
| 1971.       | 329         |             |
| 1981.       | 233         |             |
| 1991.       | 252         |             |